# Manuel del Arco Álvarez

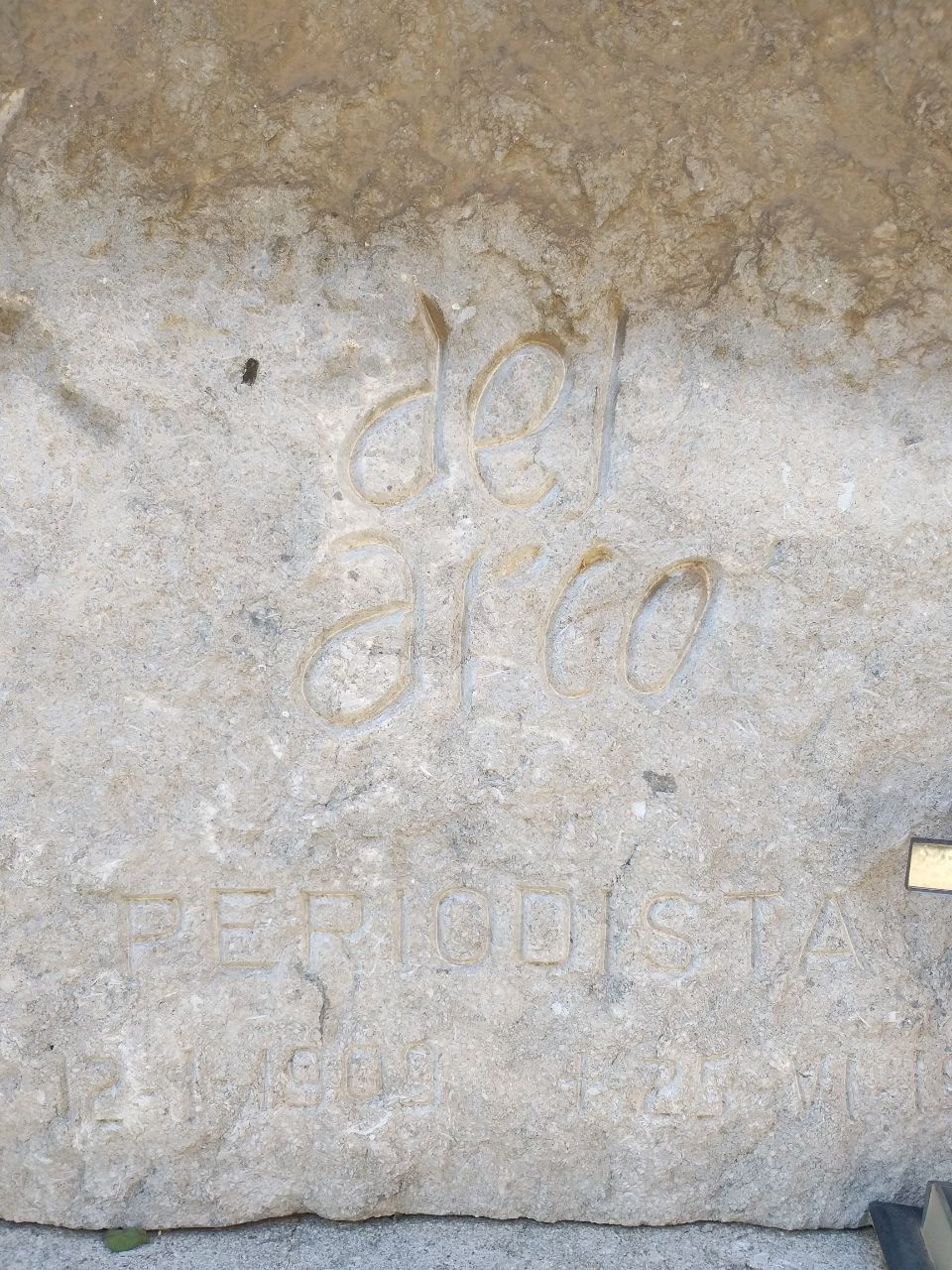
Detall de la làpida de Manuel del Arco amb la seva signatura, on descanses les seves restes al Cementiri de Montjuic

Manuel del Arco Álvarez (Saragossa, 12 de gener de 1909 – Barcelona, 25 de juny de 1971) fou un caricaturista i periodista espanyol. Va ser caracteritzat per la realització d'entrevistes atrevides –considerant el context polític en el qual  escrivia–  i que incloïen una caricatura de l'entrevistat.
Va començar a ser conegut en el món de la premsa per les seves col·laboracions al Heraldo de Aragón. Després de 1939 es va traslladar a Barcelona, depurat per haver estat republicà, passant per diferents mitjans com el Diario de Barcelona, Dicen... i La Vanguardia Española, actualment La Vanguardia.
Va publicar els llibres El personaje en el bolsillo (1948) publicat per Editorial Barna, de Barcelona, i Dalí al desnudo (1952), publicat per José Janés, Barcelona. Aquesta darrera obra és un reportatge i conté una excel·lent foto de Dalí pintant a Groucho Marx i una caricatura. El llibre tenia una sobrecoberta amb Dalí nu que va ser censurada en l'època de la seva edició.
Després de la seva mort l'Editorial Destino va crear els Premis Manuel del Arco per a reportatges, en el seu honor i reconeixement. Des de 1950 va viure al carrer del Capità Arenas 21-23 de Barcelona, on es va col·locar una placa commemorativa el 2014. El periodista està enterrat al Cementiri de Montjuïc de Barcelona.